# TV-distribution
TV-distribution är sättet på vilket television når tittaren.

## Tekniska system
TV kan bland annat distribueras som marksänd TV, satellit-TV, kabel-TV, IPTV och webb-TV.

## Kommersiella aspekter
Det finns olika sätt att begränsa tillgängligheten av television av kommersiella skäl. Vanliga exempel är betal-TV och pay-per-view.